# العلاقات الإيرانية العمانية
العلاقات الإيرانية العمانية هي العلاقات الثنائية التي تجمع بين إيران وسلطنة عمان.

## مقارنة بين البلدين
هذه مقارنة عامة ومرجعية للدولتين:
| وجه المقارنة                                              | إيران                    | سلطنة عمان    |
| --------------------------------------------------------- | ------------------------ | ------------- |
| المساحة (كم2)                                             | 1.65 مليون               | 309.50 ألف    |
| عدد السكان (نسمة)                                         | 79.97 مليون              | 4.64 مليون    |
| الكثافة السكانية (ن./كم²)                                 | 48.47                    | 14.99         |
| العاصمة                                                   | طهران                    | مسقط          |
| اللغة الرسمية                                             | لغة فارسية               | اللغة العربية |
| العملة                                                    | ريال إيراني              | ريال عماني    |
| الناتج المحلي الإجمالي (بليون دولار)                      | 439.51 مليار             | 72.64 مليار   |
| الناتج المحلي الإجمالي (تعادل القوة الشرائية) بليون دولار | 1.36 تريليون             | 179.49 مليار  |
| الناتج المحلي الإجمالي الاسمي للفرد دولار أمريكي          |                          | 15.55 ألف     |
| الناتج المحلي الإجمالي للفرد دولار أمريكي                 |                          | 38.63 ألف     |
| مؤشر التنمية البشرية                                      | 0.766                    | 0.793         |
| رمز المكالمات الدولي                                      | +98                      | +968          |
| رمز الإنترنت                                              | .ir،                     | عمان          |
| المنطقة الزمنية                                           | ت ع م+03:30، توقيت إيران | ت ع م+04:00   |

## مدن متوأمة
في ما يلي قائمة باتفاقيات التوأمة بين مدن إيرانية وعمانية:
- ترتبط يزد مع ولاية نزوى باتفاقية توأمة.

## منظمات دولية مشتركة
يشترك البلدان في عضوية مجموعة من المنظمات الدولية، منها:
| علم المنظمة | اسم المنظمة                        | تاريخ انضمام إيران | تاريخ انضمام سلطنة عمان |
| ----------- | ---------------------------------- | ------------------ | ----------------------- |
|             | مؤسسة التنمية الدولية              | 10 أكتوبر 1960     | 1973                    |
|             | يونسكو                             | 6 سبتمبر 1948      | 10 فبراير 1972          |
|             | وكالة ضمان الاستثمار متعدد الأطراف | 15 ديسمبر 2003     | 1989                    |
|             | الأمم المتحدة                      | 24 أكتوبر 1945     | 7 أكتوبر 1971           |
|             | الفريق المعني برصد الأرض           | ?                  | ?                       |
|             | الاتحاد البريدي العالمي            | ?                  | ?                       |
|             | البنك الدولي للإنشاء والتعمير      | 29 ديسمبر 1945     | 1971                    |
|             | المنظمة الهيدروغرافية الدولية      | ?                  | ?                       |
|             | منظمة التعاون الإسلامي             | ?                  | 1970                    |
|             | منظمة حظر الأسلحة الكيميائية       | ?                  | ?                       |
|             | مؤسسة التمويل الدولية              | 28 ديسمبر 1956     | 1973                    |
|             | منظمة الشرطة الجنائية الدولية      | ?                  | ?                       |

## وصلات خارجية
- موقع وزارة الخارجية الإيرانية
- موقع وزارة الخارجية العمانية